# Haniel Long
Haniel Long (Yangon, 9 marzo 1888 – Santa Fe, 17 ottobre 1956) è stato un poeta e scrittore statunitense.

## Biografia
Nato in Birmania da genitori missionari metodisti, si trasferì negli Stati Uniti all'età di tre anni.
Studiò a Exeter e ad Harvard, dove iniziò a mostrare il suo talento come scrittore "di versi romantici e di prosa vigorosa."
Divenne successivamente insegnante d'inglese al Carnegie Institute of Technology, poi successivamente conosciuta come Carnegie Mellon University.
Inoltre, per sostenere la sua famiglia (la moglie Alice ed il figlio Anton), scrisse per varie riviste e giornali. 
Nel 1932 parecchi Scrittori, compreso Long, si unirono per formare Writers' Editions, allo scopo di aiutarsi vicendevolmente nella pubblicazione delle proprie opere. Le Writers' Editions pubblicarono 17 libri, fino a che la scarsità di carta durante la seconda guerra mondiale li forzò a cessare la pubblicazioni.
Probabilmente la miglior opera della sua produzione fu  il poema, tradotto in molte lingue, sulla storia del viaggio di otto anni di Álvar Núñez Cabeza de Vaca del 1528, insieme a due compagni spagnoli e ad un moro, attraverso il continente nordamericano. 
Il poema, dal titolo originale di The Marvelous Adventure of Cabeza de Vaca è conusciuto in Italia con il titolo di: La meravigliosa avventura di Cabeza de Vaca